# Carlo Bonomi
Carlo Bonomi (Milán, 12 de marzo de 1937-6 de agosto de 2022) fue un actor de doblaje y payaso italiano, conocido por su trabajo como la voz del Sr. Línea en la serie de animación La Línea, así como de Pingu y otros personajes populares.

## Trayectoria
Bonomi puso la voz a muchos personajes del programa italiano, Carosello. El lenguaje de los ruidos que había desarrollado y utilizado para La Línea de Osvaldo Cavandoli de 1971 a 1986, fue reinterpretado para la serie de televisión Pingu en SF DRS durante sus cuatro primeras temporadas producidas entre 1990 y 2000, en las que Bonomi puso voz a todos los personajes sin guion. Su grammelot pretendía ser una parodia del dialecto milanés, y se inspiró en tres lenguajes abstractos utilizados tradicionalmente por los payasos en Francia e Italia.
En 1984 puso las voces de las risas en la serie de dibujos animados Stripy. En 1985 grabó los anuncios ferroviarios de la Estación de Milán Central, que se mantuvieron hasta 2008. También fue muy activo como actor de voz en radionovelas italianas, y fue la voz en italiano de varios personajes de dibujos animados populares, como Mickey Mouse y Pedro Picapiedra.
Cuando en 2003 los derechos de Pingu fueron adquiridos por HIT Entertainment, Bonomi fue sustituido por los actores de doblaje ingleses David Sant y Marcello Magni.
En 2008 puso las voces de la tribu amarilla en Spore, que fue también su último papel antes de retirarse de la actuación ese mismo año.
Bonomi murió el 6 de agosto de 2022 en Milán, a la edad de 85 años.

## Obra

### Filmografía
- La sexilinea (1972) – La Linea
- Mr. Rossi Looks for Happiness (1976) – Voces adicionales
- Mr. Rossi's Dreams (1977) –  Voces adicionales
- Mr. Rossi's Vacation (1978) – Voces adicionales

### Animación
- La Linea (1971–1986) – La Linea[2]
- Calimero (1972–1975) – Paperazzi
- The Red and the Blue (1972–1976) – Red / Voces adicionales
- Lineman (1972–1991) – La Linea
- Stripy (1984) – Stripy / Todos los personajes
- Pingu (1986–2000) – Pingu / Todos los personajes (voz)[2]
- Pingu: A Very Special Wedding (1997) – Pingu / Todos los personajes

### Videojuegos
- Pingu: A Barrel of Fun! (1997) – Pingu, Robby
- Fun! Fun! Pingu (1999) – Pingu, (pingüinos)
- Spore (2008) – Voces adicionales

### Televisión
- Ogni Regno (1969) –Narrador (voz)
- Le mie prigioni (TV series) (1968) – Il segretario
- La freccia nera (TV series) (1969) – Un alabardiere
- Durante l'estate (1971) – Doblaje de voz
- Eurovision Song Contest (Series de televisión) (1965, 1990, 1992) – Comentarista suizo (voz)